# Distrito electoral local 8 de Hidalgo
El Distrito electoral local 8 de Hidalgo es uno de los dieciocho distritos electorales Locales del estado de Hidalgo para la elección de diputados locales. Su cabecera es la ciudad de Actopan.

## Historia

### Actopan como cabecera distrital

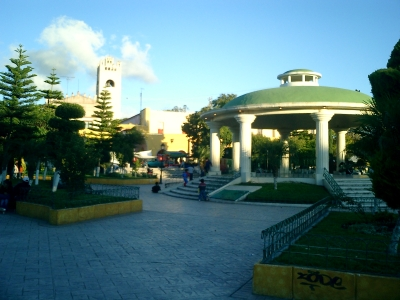
Actopan sede del Consejo distrital.

Después de la erección del estado de Hidalgo en 1869 durante la I Legislatura del Congreso de Hidalgo existían once distritos, siendo Actopan el I Distrito. De 1871 a 1879 existieron dieciséis distritos siendo Actopan el I Distrito. De 1879 a 1903 existieron once distritos siendo Actopan el I Distrito. Para el periodo de 1903 a 1913 se regresa a diez distritos siendo Actopan el I Distrito.
De 1917 a 1923 en Hidalgo existieron dieciséis distritos siendo Actopan el VIII Distrito. De 1925 a 1931 con diecisiete distritos existentes Zimapán fue el XI Distrito. Para el periodo 1931 a 1935 con once distritos Actopan fue el IX Distrito. De 1935 hasta 1972 con once distritos Actopan fue el XI Distrito. De 1975 a 1996 existieron quince distritos siendo Actopan el XI Distrito. Para el periodo de 1996 a 2016 con dieciocho distritos existentes Actopan fue el XIV Distrito.
El 3 de septiembre de 2015 el Consejo General del Instituto Nacional Electoral (INE) aprobó los distritos electorales uninominales locales y sus respectivas cabeceras distritales de Hidalgo, que entraron en vigor para las elecciones estatales de Hidalgo en 2016. En el año 2023, se aprobó una nueva demarcación territorial, quedando Actopan como cabecera distrital.

## Demarcación territorial
Este distrito está integrado por un total de seis municipios, que son los siguientes:
- Actopan, integrado por 34 secciones electorales.
- El Arenal, integrado por 11 secciones electorales.
- Mineral del Chico, integrado por 11 secciones electorales.
- San Agustín Tlaxiaca, integrado por 18 secciones electorales.
- Tolcayuca, integrado por 8 secciones electorales.
- Zapotlán de Juárez, integrado por 8 secciones electorales.

## Diputados por el distrito
- LXIII Legislatura
  - Ernesto Vázquez Baca, PRI (2016-2018).[9][10]
- LXIV Legislatura
  - Tatiana Tonantzin P. Ángeles Moreno, MORENA (2018-2020).[11][12]
  - Jazmín Calva López, MORENA (2020-2021).[13][14]
- LXV Legislatura
  - Erika Araceli Rodríguez Hernández, MORENA (2021-2024).[15][16][17]